# Mine de Cananea
 (mars 2025).
La mine de Cananea est une mine à ciel ouvert de cuivre située dans le nord du Mexique, dans l'état de Sonora. Elle appartient à Grupo Mexico. 

## Historique
Sa production par l'entreprise de William Cornell Greene (en) a démarré en 1899. 
Elle est ensuite exploiter par Anaconda Copper de 1907 a 1971.
Entre 2007 et 2010, Grupo Mexico et les mineurs de la mine se sont opposés dans un long et couteux conflit de travail.